# Шуть, Алёна Валерьевна
Алёна Валерьевна Шуть (укр. Альона Валеріївна Шуть; род. 27 декабря 1995, Никополь, Днепропетровская область), урождённая Шамотина (укр. Шамотіна) — украинская легкоатлетка (метание молота), Мастер спорта Украины международного класса.

## Биография
Спортивную карьеру начала в Никопольский средней школе № 22. занималась у Заслуженного тренера Украины — Владимира Воловика. В 2017 году окончила Приднепровскую государственную академию физической культуры и спорта.
Первая на Украине чемпионка мира по метанию молота среди юниоров.

## Спортивные достижения
- Командный чемпионат Европы по лёгкой атлетике 2017 — 3-е место в своей дисциплине
- Чемпионат Европы по лёгкой атлетике среди молодёжи 2017 —  Золото
- Кубок Европы по зимним метаниям 2015 —  Серебро в своей дисциплине в категории «до 23 лет»
- Чемпионат мира по лёгкой атлетике среди юниоров 2014 —  Золото
- Кубок Европы по зимним метаниям 2014 —  Серебро в своей дисциплине и в командном зачёте в категории «до 23 лет»
- Кубок Европы по зимним метаниям 2013 —  Серебро в своей дисциплине и  Золото в командном зачёте в категории «до 23 лет»